# Caradrina germainii
Caradrina germainii là một loài bướm đêm trong họ Noctuidae.